# Aurora megye
Aurora megye az Amerikai Egyesült Államokban, azon belül Dél-Dakota államban található. Megyeszékhelye és legnagyobb városa Plankinton. Lakosainak száma 2747 fő (2020. április 1.). Aurora megye Jerauld, Sanborn, Davison, Douglas, Charles Mix és Brule megyékkel határos.

## Népesség
A megye népességének változása:
| Lakosok száma | 2710 | 2723 | 2720 | 2733 | 2747 |
|               | 2010 | 2011 | 2013 | 2015 | 2020 |